# Hans Peter Ingerslev

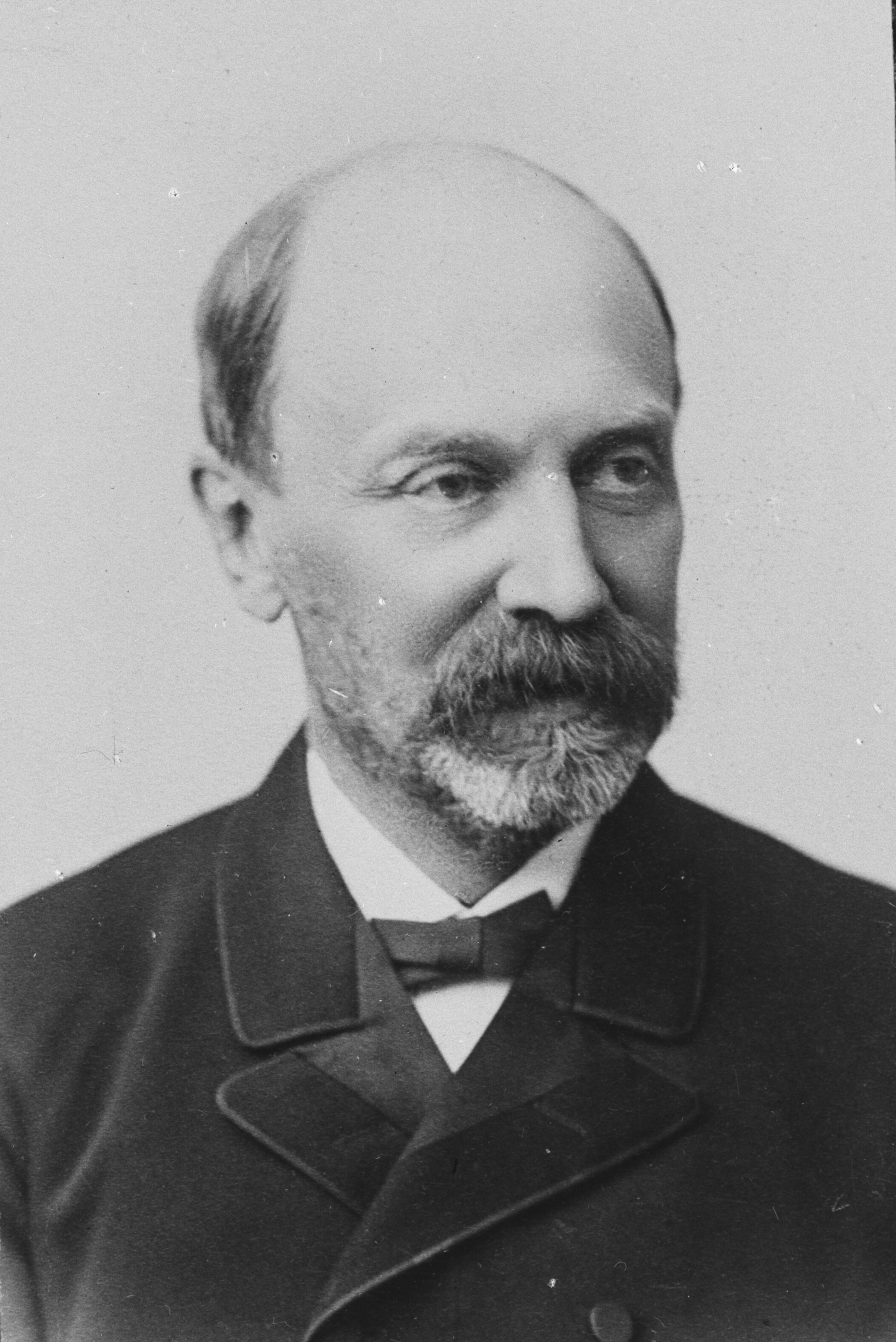
H.P. Ingerslev.

Hans Peter Ingerslev,  född den 3 maj 1831 i Aarhus, död den 20 april 1896 i Köpenhamn, var en dansk politiker. Han var son till Caspar Peter Rothe Ingerslev. 
Ingerslev blev 1849 student, men ägnade sig sedan åt lantbruk och gjorde det 1864 ärvda godset Marselisborg till en mönstergård. 1873–1876 och 1879–1884 var han medlem av Folketinget, där han var en av ledarna för högern, invaldes 1884 i landstinget och blev i augusti 1885 inrikesminister. 
Trots att han haft väsentlig del i den politik, som föranledde de provisoriska finanslagarna, stod han dock i ett gott personligt förhållande till vänsterns ledare. Därigenom och genom sin hänsynsfullhet emot Folketinget kunde han mitt under den politiska striden genomdriva antagandet av en mängd viktiga lagar samt en ansenlig utvidgning av järnvägsnätet, anläggandet av frihamn vid Köpenhamn med mera. 
Det var också han, som förnämligast förberedde och utverkade det så kallade "forliget" 1894, varefter han gick över till den nya ministären Reedtz-Thott. Sedan januari 1894 förestod han endast kommunikationsväsendet och de offentliga arbetena, då inrikesministeriet i övrigt hade egen minister.